# Chiesa dell'Annunciata (Luzzara)
La chiesa dell'Annunciata è un edificio di culto cattolico, con annesso ex convento degli Agostiniani, situato a Luzzara, in provincia di Reggio Emilia e diocesi di Reggio Emilia-Guastalla.

## Storia e descrizione
Nota anche come "chiesa dell'ex ospedale o "chiesa del Conventino", venne fondata nel 1499 dalla ex marchesa consorte di Castel Goffredo, Castiglione e Solferino e signora consorte di Luzzara Caterina Pico della Mirandola, vedova dal 1495 del marchese Rodolfo Gonzaga, signore di Luzzara.
La chiesa fu forse riedificata su un edificio precedente. 
L'edificio subì alcuni crolli durante il Settecento e venne quindi riedificato. Il convento venne soppresso e la chiesa chiusa al culto agli inizi dell'Ottocento, mentre nel 1844 fu adibita ad ospedale civile.

### Sepolti illstri
All'interno trovarono sepoltura alcuni esponenti del ramo cadetto dei Gonzaga di Luzzara:
- Luigi Gonzaga (†1570), figlio di Rodolfo Gonzaga, conte di Poviglio[2][3]
- Diana Paccaroni (†1594), moglie di Luigi Gonzaga[4]
- Antonia Gonzaga (†1578), figlia di Rodolfo Gonzaga, conte di Poviglio[2]
- Ludovico Gonzaga (vescovo di Alba) (†1630)
- Rodolfo Gonzaga (†1716), figlio di Luigi II Gonzaga
- Luigi II Gonzaga (†1738)
- Giovanni Gonzaga (†1794), ultimo esponente della casata.

Nell'ex convento è ospitato il Museo nazionale delle arti naïves Cesare Zavattini.